# SEARCA
SEARCA (Servicio Aereo de Capurgana S.A.) ist die größte Ad-hoc-Passagier- und Frachtcharterfluggesellschaft in Kolumbien. Das Unternehmen hat ihren Sitz in Bogotá und ihre Basis am Flughafen Olaya Herrera. SEARCA besitzt und betreibt auch Wartungs- und Schulungseinrichtungen.

## Flotte
Die Flotte besteht aus 31 Flugzeugen:
| Flugzeugtyp           | aktiv | bestellt | Anmerkungen |  |
| --------------------- | ----- | -------- | ----------- |  |
| Beechcraft 1900       | 17    |          |             |  |
| Let L-410 Turbolet    | 09    |          |             |  |
| Raytheon Beechjet 400 | 03    |          |             |  |
| Beechcraft King Air   | 02    |          |             |  |
| Gesamt                | 31    |          |             |  |

## Ehemalige Flugzeugtypen
- IAI 1126 Galaxy / G200
- Dornier Do 28 Skyservant